# Podul Oancea–Cahul
Podul Oancea–Cahul este un pod rutier peste Prut și un punct de trecere a frontierei între Moldova și România. Acesta face legătura între localitățile Oancea din județul Galați, România și Cahul din raionul Cahul din Republica Moldova, de-a lungul DN26A.

## Istoric
Înainte de Al Doilea Război Mondial, 27 de poduri au legat malurile Prutului între teritorile care astăzi aparțin Republicii Moldova și României.
Vadul Oancea, spre care s-au îndreptat în cursul istoriei diverse racorduri rutiere, este unul dintre vadurile cele mai importante de pe cursul inferior al râului Prut, această trecere fiind cunoscută și folosită încă de la „începuturile istoriei”. În acest context, localitățile Oancea și Cahul au apărut și s-au dezvoltat într-o relație de dependență economică, în raport cu respectivul vad.

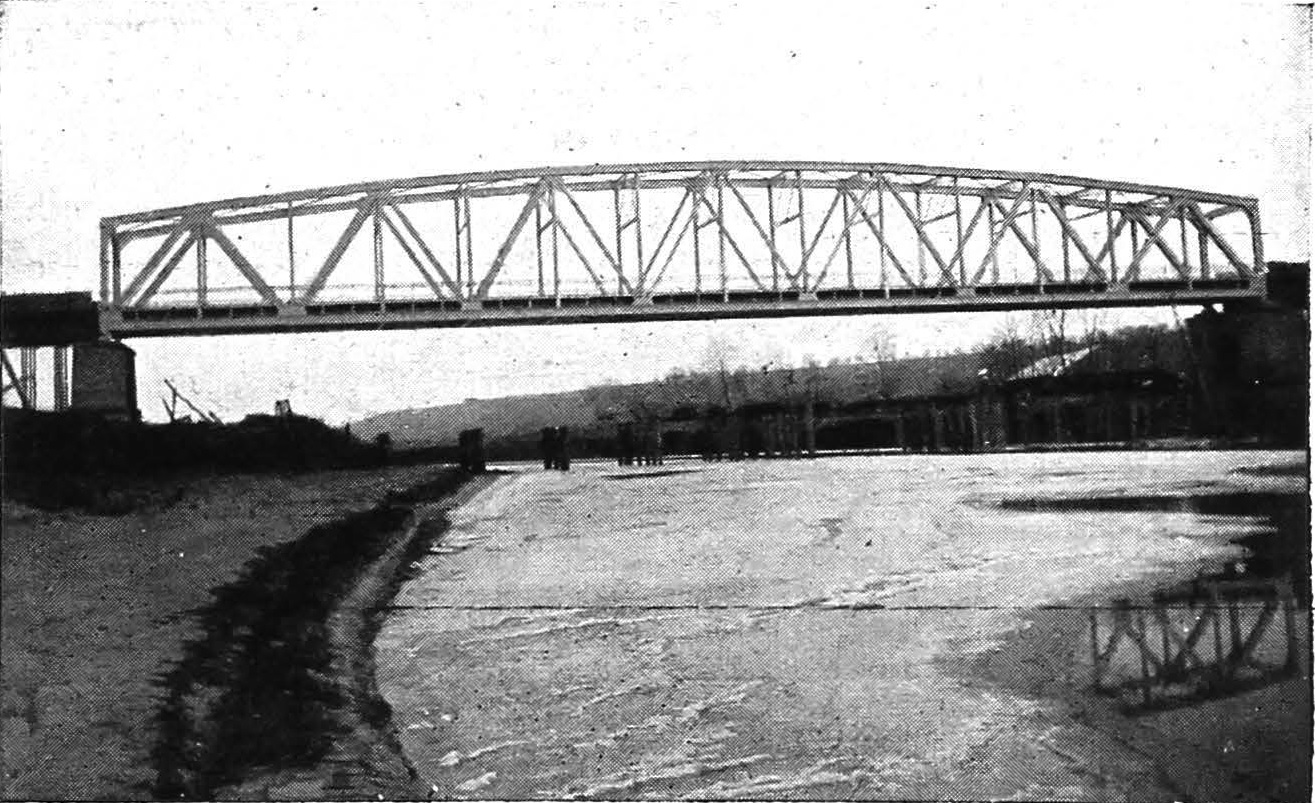
Fostul pod metalic de la Oancea (două dintre pile sunt vizibile în fotografie).

În contextul situației precare în care se afla infrastructura rutieră și feroviară a țării după Primul Război Mondial, condiție cumulată și cu criza financiară existentă, în 1929 s-a contractat un împrumut bancar de 500 000 000 lei destinat pentru șosele și poduri, în vederea ameliorarării părților degradate sau construirea altora noi. La Oancea s-a construit astfel un pod nou dintr-o structură din beton și o suprastructură metalică. Structura metalică cu o deschidere de 84 m a fost construită pentru obiectivul Oancea la Uzinele și atelierele din Reșița.
Uzinele de la Reșița, după ce Banatul a intrat în componența României au mai realizat în epocă și grinda podului peste brațul Borcea de 140 m, precum și console de 40 m și podul de la Reni. Potrivit inginerului Ion Ionescu, astfel firmele de construcțiuni metalice din România au dovedit că puteau executa poduri metalice, inginerul considerând că nu se explică faptul că a fost dată comandă de poduri de mică importanță la firme germane, poloneze sau din alte țări, astfel cum se întâmplase în perioada anilor 1920.
În ce privește actualul pod (2023), construcția acestuia s-a făcut în anul 1964 sub administrația URSS din Republica Moldova, pe amplasamentul unui pod mai vechi. De la acesta s-au păstrat două pile (prima și a treia).
O expertiză tehnică efectuată în anul 2022 a constatat o degradare avansată a structurii de rezistență a construcției, podul urmând a fi modernizat.

## Rol
Lucrarea de artă este situată pe DN26A, fiind amplasată în apropierea comunei Oancea din județul Galați, România și a orașului Cahul din raionul Cahul din Republica Moldova. Amplasamentul este inclus în Parcul Natural Lunca Joasă a Prutului Inferior.
Dimensionarea podului este făcută pentru convoaie de tip A18, V80 (H 18, NK 80) și pentru o capacitate portantă ce corespunde clasei E de încărcare.

## Caracteristici
Lungimea totală a podului (inclusiv zidurile întoarse) este de 204,58 m, iar lățimea sa este de 948 m. Sunt șase deschideri (numerotate dinspre Oancea spre Cahul): una de 16,86 m, două de 42,35 m, una de 33,25 m și alte două de 33,06 m. Partea carosabilă are o lățime de 7 m, iar trotuarele (denivelate) sunt în număr de două și au fiecare lățimea de 1 m, cu lisele având fiecare câte 0,24 m. Podul este drept, rampa Cahul fiind în aliniament cu podul, spre diferență de rampa Oancea, care, este sub forma unei curbe cu raza mică.
În ce privește infrastructura podului, aceasta este formată din două culei înecate din beton armat, fundate indirect pe piloți, tot din beton armat și cinci pile cu elevații maxime din beton și beton armat (având o nișă boltită în axul lor). Piloții sunt încastrați la partea superioară în bancheta de rezemare la culeea dinspre Cahul, în timp ce la culeea dinspre Oancea sunt încastrați în radier. Pilele 2, 4 și 5 (numărate dinspre malul românesc, realizate în 1964 și cămășuite până la o înălțime de 2,5 m față de cota terenului) sunt fundate pe piloți prefabricați din beton armat, lungi de 10 m, în timp ce pile 1 și 3 sunt fundate direct. Prima pilă este protejată de eroziune printr-un perete de palpalanșe metalice. Culeele se racordează cu terasamentul prin sferturi de con (din pământ spre Cahul și pereate cu dale din beton spre Oancea).
Cele șase deschideri ale suprastructurii (numerotate dinspre malul drept al Prutului) sunt constituite din grinzi prefabricate (din beton armat cu caracase sudate de tip Matarov pentru prima deschidere și precomprimate pentru deschiderile 2-6), dispuse joantiv și solidarizate prin antretoaze din beton armat. Sunt șase grinzi lontgitudinale la prima secțiune (lungi de 16,76 m) și câte cinci grinzi lontgitudinale (lungi de 32,96 m) la fiecare dintre deschiderile 2-6, iar antretoazele sunt în număr de 5 pentru prima deschidere și câte 9 pentru deschiderile 2-6. Coronamentul include la nivelul celei de-a doua pile o structură specială cu console din beton armat  monolit (de 8,96 m lungime din axul pilei), care, reazemă grinzile deschiderilor adiacente și care face corp comun cu elevația pilei respective. Sunt câte 8 guri de scurgere pe deschiderile cu grinzi de 32,96 m și câte 4 guri de scurgere pe cea de 16,76 m.
Rosturile de dilatație sunt acoperite cu dispozitive de tip Waboflex și liră metalică. Parapetul pietonal, care, asigură siguranța circulației pietonale, este din beton armat. Actualmente (2022), în zonele unde acesta lipsește este completat cu parapet metalic.

## Vezi si
- Relațiile dintre Republica Moldova și România
- Lista punctelor de trecere a frontierei din România
- Zona de Operații Est (România)